# Distretto di Sitacocha
Il distretto di Sitacocha è uno dei quattro distretti  della provincia di Cajabamba, in Perù. Si trova nella regione di Cajamarca e si estende su una superficie di 589,94 chilometri quadrati.

Istituito l'11 febbraio 1855, ha per capitale la città di Lluchubamba; al censimento 2005 contava 9.472 abitanti.